# Chemin de fer
Pour les articles homonymes, voir Chemin de fer (homonymie).
 (janvier 2025).
Si vous disposez d'ouvrages ou d'articles de référence ou si vous connaissez des sites web de qualité traitant du thème abordé ici, merci de compléter l'article en donnant les références utiles à sa vérifiabilité et en les liant à la section « Notes et références ».

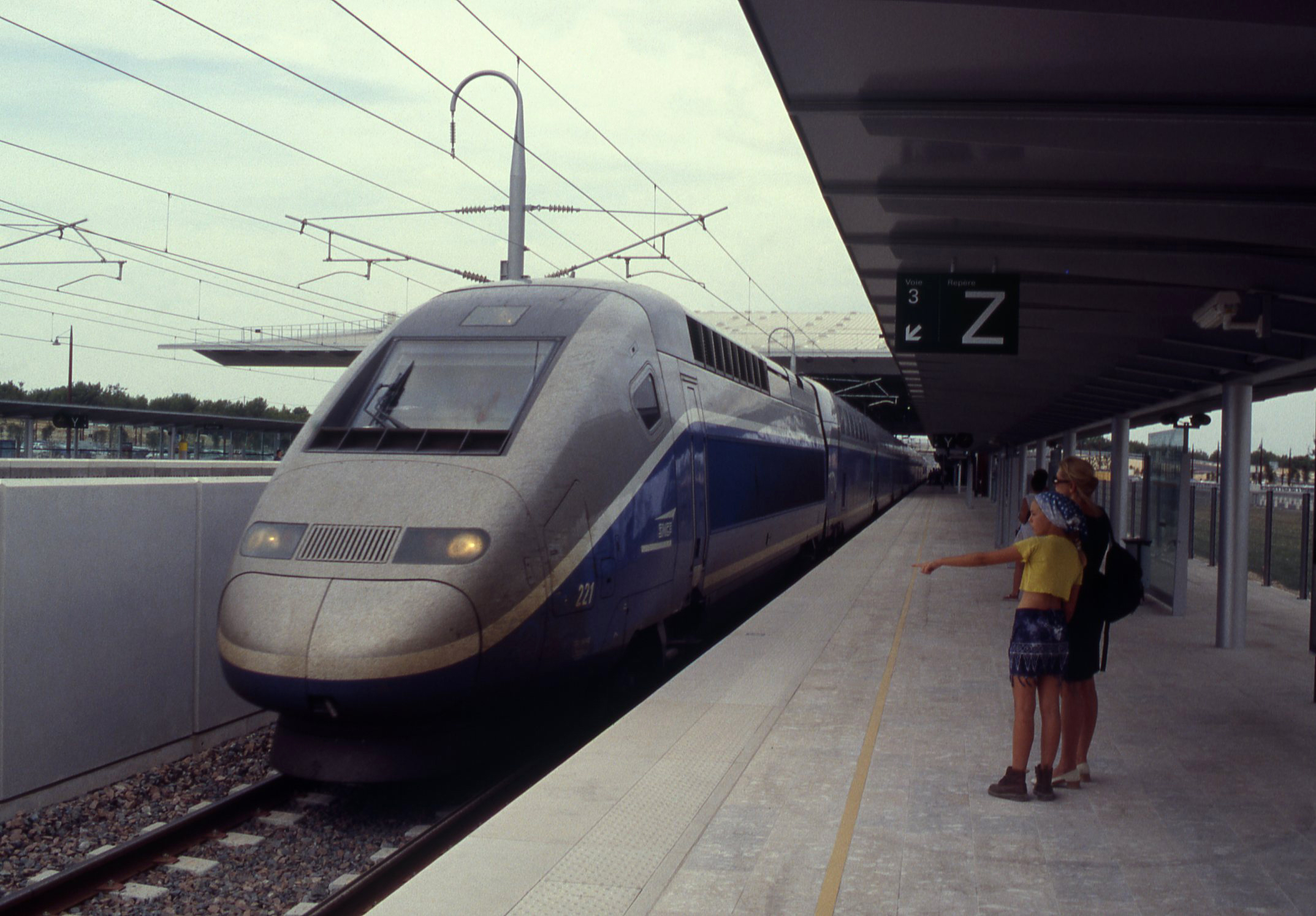
SNCF TGV Duplex Tallon avec le logo « Casquette SNCF ».

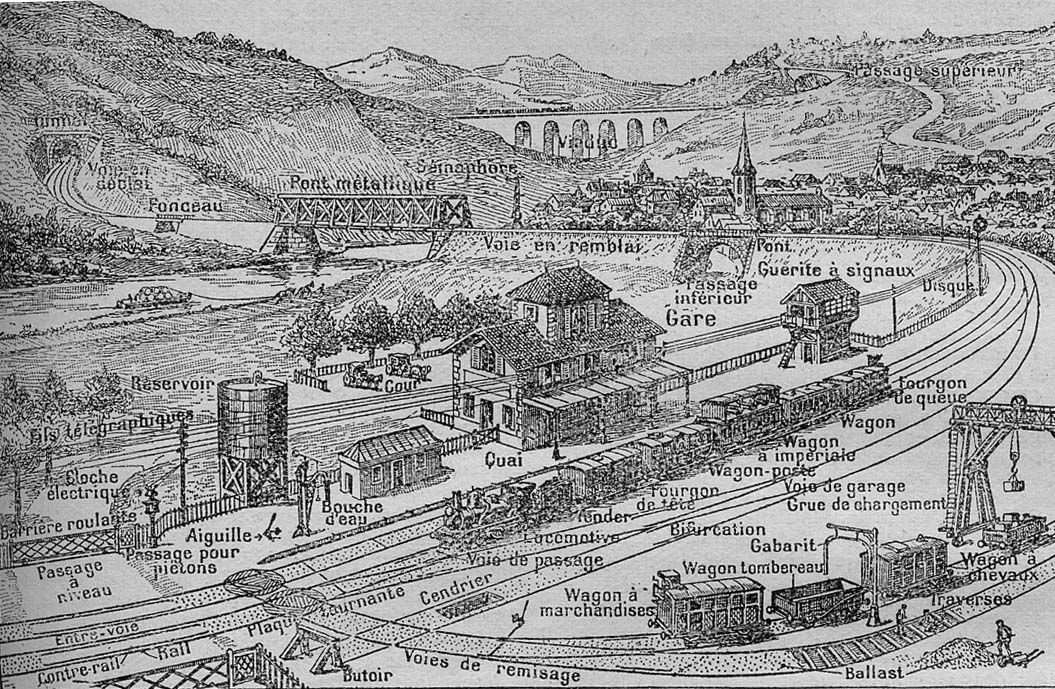
Illustration de Chemin de fer du Petit Larousse de 1912.

Le chemin de fer ou transport ferroviaire est un mode de transport guidé caractérisé par une infrastructure spécialisée composée de deux rails parallèles permettant la circulation des trains, tramways, tram-trains et métros. Utilisé pour le déplacement de personnes et de marchandises, il constitue, avec les modes routier, fluvial et aérien, l'un des principaux moyens de transport modernes.
Apparu dans la première moitié du XIXe siècle avec la révolution industrielle, le chemin de fer connaît un développement spectaculaire en Europe et en Amérique, jouant un rôle essentiel dans les domaines économiques et militaires et améliorant considérablement les déplacements. Son usage se répand ensuite au monde entier tant pour le trafic de voyageurs que pour le commerce.
En dépit d'un recul relatif au profit de l'automobile, le XXe siècle voit la mutation du chemin de fer avec le développement de la traction électrique et l'explosion des transports ferrés en milieu urbain, en particulier les métros, puis l'apparition des trains à grande vitesse qui permettent un regain d'intérêt pour le mode ferroviaire. Des moyens de transport dérivés du chemin de fer, comme le monorail ou le train à sustentation magnétique, font également leur apparition.
Le matériel roulant et les procédures d'exploitation du chemin de fer font le plus souvent appel à une l'intervention humaine, même si le développement de l'automatisation limite de plus en plus le rôle de l'Homme à une supervision.

## Terminologie
Par métonymie, « chemin de fer » désigne aussi les sociétés exploitantes, souvent appelées autrefois « compagnies ». Les employés du chemin de fer sont appelés « cheminots ».
En France, l'expression « chemin de fer » est apparue officiellement dans l'ordonnance royale du 26 février 1823 autorisant la construction de la première ligne française à Saint-Étienne. L'adjectif correspondant, « ferroviaire », qui dérive de l'italien ferrovia, est apparu vers 1911.
Le système ferroviaire est aussi utilisé sous diverses déclinaisons spécialisées : métros, tramways, chemins de fer à crémaillère ou funiculaires, et plus récemment grande vitesse ferroviaire.
L'infrastructure des chemins de fer est appelée voie ferrée. Elle se compose, la plupart du temps, de deux files de rails posés sur des traverses, d'appareils de voie, de passages à niveau, de la signalisation (à ses débuts, principalement avec des sémaphores), et, le cas échéant, des installations de traction électrique (sous-stations, caténaires, etc.). La voie ferrée est généralement posée en remblai sur un ballast, et peut emprunter différents ouvrages, tunnels, viaducs, tranchées.
Le matériel roulant circule communément en convois, appelé trains ou rames. Les convois sont composés de wagons pour les marchandises ou de voitures pour les passagers (en particulier la voiture-bar), et sont tractés par des machines à vapeur locomotives, à essence, Diesel ou électriques à caténaires, batteries ou piles à combustible. Il peut également s'agir de rames autotractées, c'est-à-dire incluant leur propre système de traction.
L'humain est au centre des systèmes ferroviaires couramment rencontrés, que ce soit pour la conduite des trains, l'orientation des convois vers leur destination, la sécurisation des voyageurs ou marchandises transportées. Le travail de l'humain est encadré par des procédures.
Très tôt, on a légiféré sur le chemin de fer. En France, la loi du 15 juillet 1845 pose les bases de la Police du Chemin de Fer. Depuis, de nouvelles lois et de nombreux règlements sont venus la compléter, en ce qui concerne la sécurité, l'organisation et le service public.

## Histoire

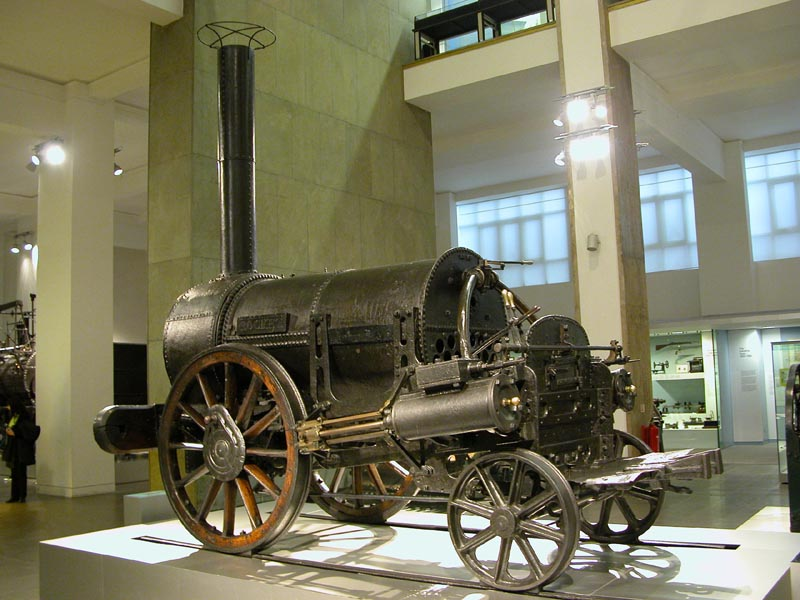
The Rocket, la machine de Stephenson, construite en 1829.

Le chemin de fer s'est vraiment développé lors du boom ferroviaire des années 1840 mais de très nombreuses innovations avaient eu lieu au cours des siècles précédents.
L'un des premiers exemples de chemin guidé est celui du diolkos, un système permettant aux bateaux de franchir l'isthme de Corinthe en Grèce, construit au VIe siècle av. J.-C. Des chariots tirés par des bêtes de somme circulaient sur des blocs de pierre entaillés. Ce chemin guidé a fonctionné jusqu'au Ier siècle.
Sur les sections difficiles des voies romaines (en montagne, aux abords des ponts), les roues des chariots étaient guidées par des pierres entaillées en profondes ornières.
La réapparition des transports guidés est attestée en Europe aux alentours de 1550, pour des voies minières. Celles-ci utilisaient des rails de bois. La première voie ferrée a été établie au Royaume-Uni au début du XVIIe siècle, principalement pour le transport du charbon d'une mine à un canal, d'où il pouvait être chargé sur des barges. On trouve des traces de ce genre de chemins de fer à Broseley dans le Shropshire. Les rails étaient constitués de bois nu, les roues étaient munies de boudins, comme sur les véhicules ferroviaires actuels. En 1768, la compagnie Coalbrookdale eut l'idée de remplacer ses rails en bois par des rails en fonte moulée, pour limiter l'usure de la voie et transporter de plus lourdes charges.
Les rails de fer sont apparus au début du XVIIIe siècle. L'ingénieur William Jessop conçut des rails prévus pour être utilisés avec des roues sans boudin : ils constituaient une sorte de cornière. Ces rails devaient être utilisés pour un projet dans le secteur de Loughborough, Leicestershire en 1789. En 1790 il était de ceux qui fondèrent une aciérie à Butterley, près de Ripley, dans le Derbyshire, pour produire des rails (entre autres). Le premier chemin de fer ouvert au public a été le Surrey Iron Railway, ouvert en 1802 par Jessop. Les convois étaient tractés par des chevaux.
La première locomotive à vapeur à fonctionner sur des rails a été construite par Richard Trevithick et essayée en 1804 à Merthyr Tydfil au pays de Galles. Cette tentative ne fut pas couronnée de succès, l'engin étant si lourd qu'il brisait la voie.

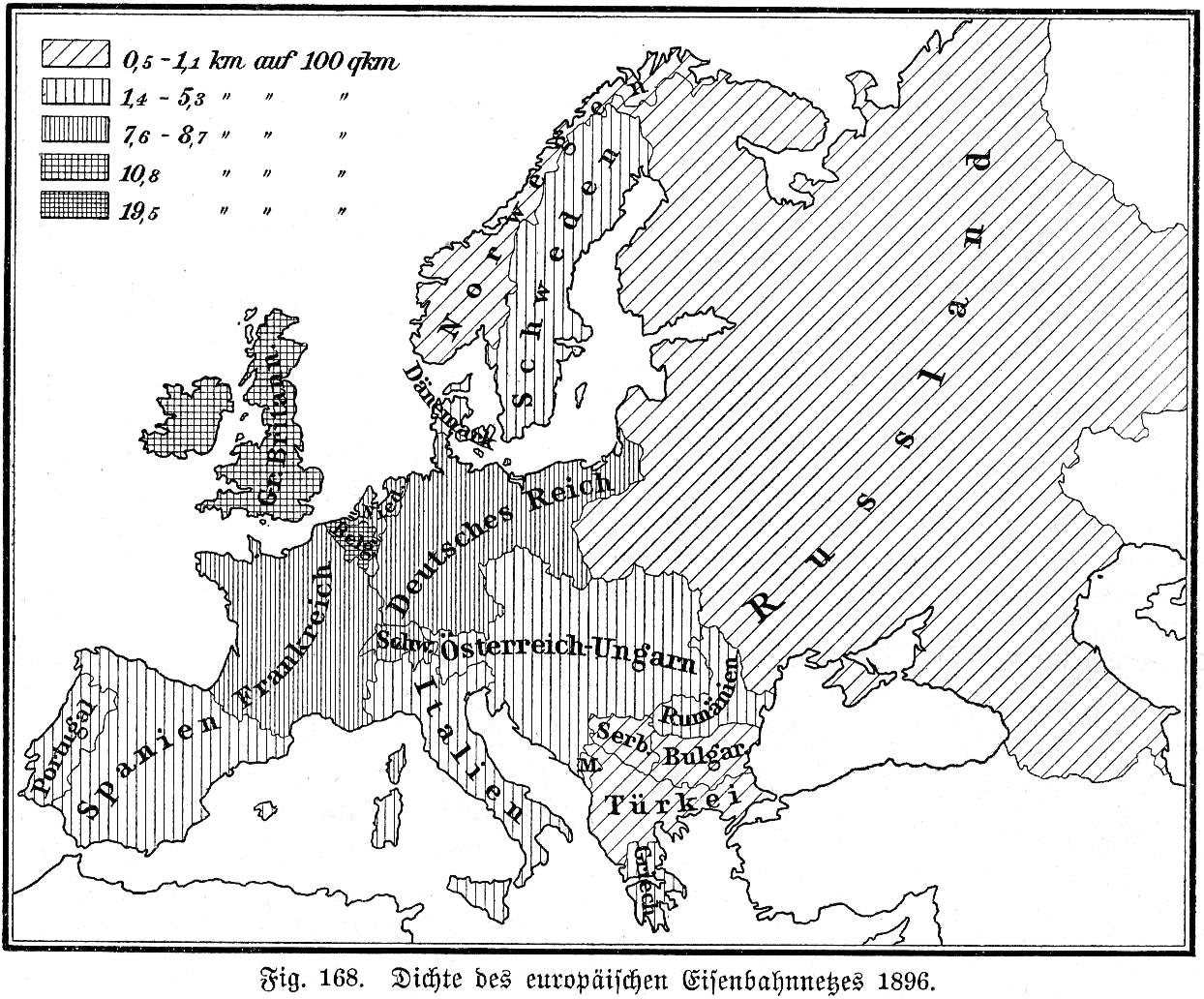
Densité des chemins de fer en Europe en 1896.

En 1811, John Blenkinsop conçut la première locomotive réellement utilisable. Il fit breveter (No 3431) un système de transport du charbon mû par une locomotive à vapeur. La ligne fut construite, raccordant Middleton Colliery à Leeds. La locomotive a été construite par Matthew Murray de Fenton, Murray and Wood. Le Middleton Railway fut donc en 1812 le premier chemin de fer à utiliser la vapeur avec succès dans un objectif commercial. C'est également le premier à faire l'objet d'actes juridiques. La ligne du chemin de fer de Stockton et Darlington longue de 40 km, inaugurée le 27 septembre 1825 avec la Locomotion n° 1 de George Stephenson, fut la première au monde permettant le transport commercial de passagers avec des locomotives à vapeur.
Le roi Léopold Ier de Belgique, oncle de la reine Victoria du Royaume-Uni, favorise l'implantation des chemins de fer sur le continent : la première ligne de chemin de fer à vapeur exploitée par le secteur public de l'Europe continentale est mise en service le 5 mai 1835 en Belgique, entre la gare de Bruxelles-Allée-Verte et Malines ; c'est aussi la première ligne à horaires fixes de convois composés de wagons comprenant trois classes. Les premières locomotives utilisées en Belgique sont fabriquées d'abord en Angleterre par les usines Stephenson, puis bientôt à Liège sur licence Stephenson. Comme on le voit sur la carte ci-contre, en 1896 il y a des chemins de fer dans toute l'Europe, mais la Belgique, ayant dépassé le Royaume-Uni, est le pays où la longueur du réseau ferré par unité de superficie est la plus élevée.
La Compagnie du chemin de fer de Saint-Étienne à la Loire construit la première ligne en France, dans la région de Saint-Étienne, entre 1827 (Louis-Antoine Beaunier) et 1830 (Marc Seguin) ; les convois, à traction hippomobile, servent au transport des houilles. Il faut attendre 1843 pour voir circuler, à titre d’essai, les premières locomotives à vapeur.
La première ligne aboutissant à Paris a été la ligne de Paris au Pecq ouverte en 1837. La loi du 15 février 1838 décide la construction de neuf grandes lignes par l'État. Mais une autre loi, celle du 11 juin 1842, tranche en faveur d'un financement privé. L'expansion boursière des années 1840 en Angleterre donne à ce pays la moitié des 9 500 kilomètres de rail européen en 1845, lors de l'épisode de la « railway mania ».
En Europe et en Amérique du Nord, la période de plus grand développement du chemin de fer va de 1848 à 1914. L’enthousiasme ferroviaire de l'Allemagne fait que le pays compte vers 1870 près de vingt mille kilomètres de voies. La France réduit une partie son retard sur sa rivale d'outre-Manche pour atteindre 15 600 km de voies ferrées en 1870, contre 24 900 pour l'Angleterre.

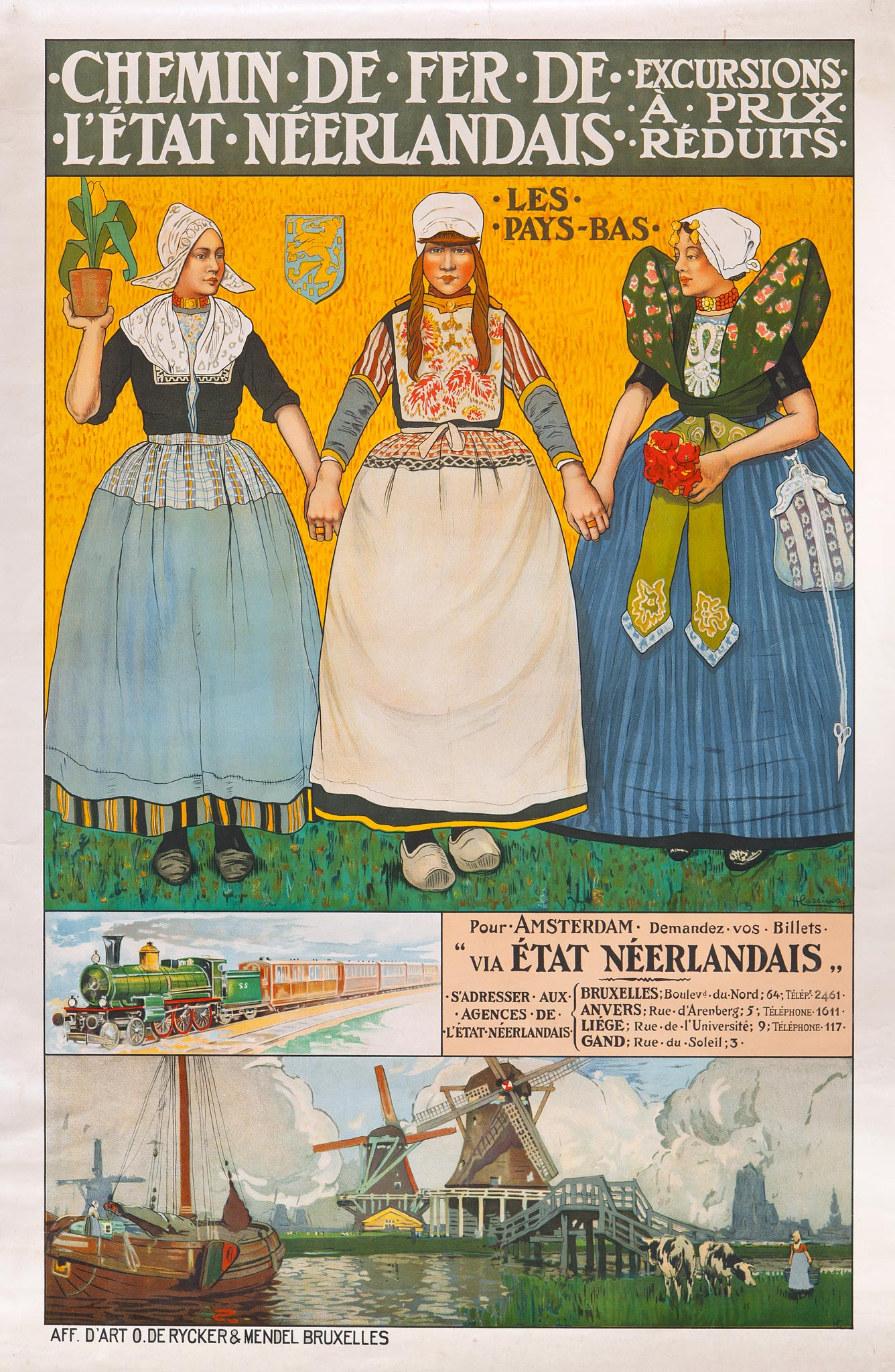
Affiche des chemins de fer néerlandais datant du début du XXe siècle.

Après la Première Guerre mondiale, le chemin de fer continue à se développer, mais les lignes secondaires commencent à fermer, fortement concurrencées par le transport automobile.
La crise pétrolière de 1973 marque le début du renouveau du chemin de fer, principalement pour les transports de voyageurs à l'intérieur des grandes métropoles et grâce à de nouvelles lignes intercités, parcourues par des trains à grande vitesse.
La sustentation magnétique, dont une ligne de 43 km a été mise en exploitation en 2005 à Shanghai (Chine), pourrait devenir un concurrent viable[pourquoi ?].

## Économie et industrie ferroviaire

### Réalisation des projets ferroviaires
Les projets ferroviaires nécessitent une ingénierie dont les rôles principaux sont celui du concepteur chargé des études de conception au cours des différents stades, du maître d’œuvre de suivi de réalisation, de pilotage des opérations d’essais et mises en service et d'homologation. Tout ou partie de cette ingénierie peut être délégué par le maître d'ouvrage à des consultants extérieurs.

## Techniques

### Caractéristiques techniques générales
Roulement acier sur acier : la caractéristique fondamentale du chemin de fer est le roulement acier (roue) sur acier (rail) à faible coefficient d'adhérence, qui limite très sensiblement la résistance à l'avancement, mais augmente les distances de freinage. La faible adhérence impose aussi des contraintes de tracé des lignes pour éviter les trop fortes rampes : tracé en fond de vallées, ouvrages d'art importants (tunnels, viaducs, etc.).
Transport guidéc'est un transport guidé (par les rails) qui n'offre aux véhicules qu'un seul degré de liberté, en avant ou en arrière. Les changements de voie ne peuvent se faire qu'aux aiguillages, le dépassement n'est possible qu'en certains endroits d'une ligne (gares, évitements circulation) ou lorsqu'il a été prévu des installations permanentes de contre-sens (IPCS) ; la formation des trains nécessite des manœuvres complexes.
Circulation en convoiles véhicules (wagons et voitures) ne circulent pas isolément comme sur la route, mais groupés en convoi, le train, tracté par une locomotive. Cela autorise une grande capacité de transport et limite la résistance à l'avancement. Cela impose pour la construction et les attelages des wagons et des voitures à voyageurs des normes minimum de résistance à la compression et à la traction.
Toutes ces caractéristiques induisent un système d'exploitation particulier, qui repose d'abord sur un système de signalisation strict et sur l'établissement d'un graphique de circulation. En contrepartie, elles limitent les dépenses d'énergie et procurent au chemin de fer un haut niveau de sécurité.

### Infrastructures ferroviaires

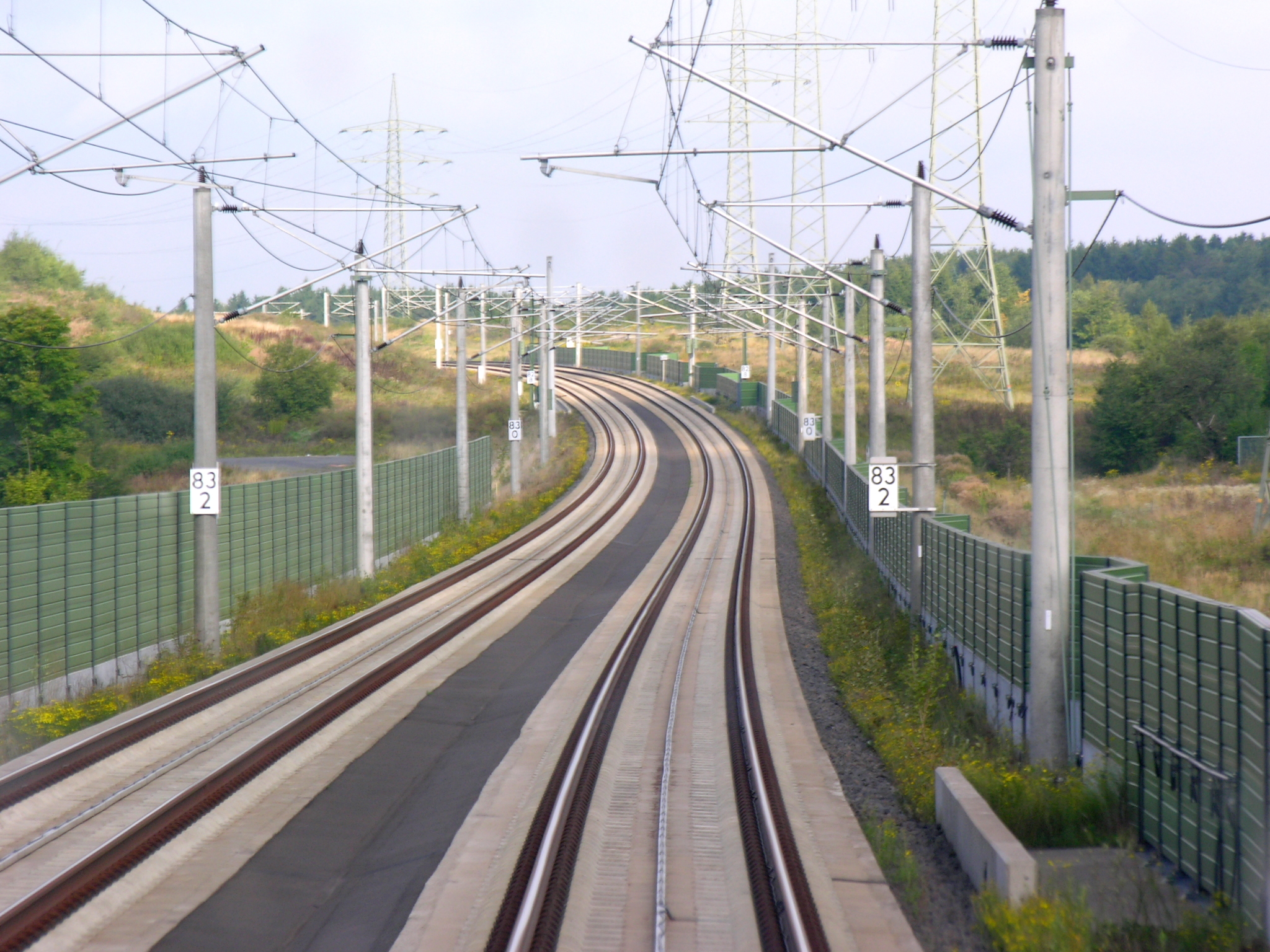
Une ligne de chemin de fer à grande vitesse, en Allemagne (LGV Cologne - Rhin/Main).

Les systèmes ferroviaires nécessitent une infrastructure particulière appelée voie ferrée. Les véhicules sont guidés par une ou plusieurs files de rails fixés sur des traverses au moyen, en France, de tirefonds. Le ballast est une couche drainante sur laquelle reposent les traverses. Il permet d'affiner la géométrie de la voie, par exemple pour créer un dévers en courbe ainsi qu'absorber les vibrations lors du passage des trains. Les véhicules étant guidés par les rails, ils ne peuvent pas changer de direction sans utiliser une installation particulière. La plupart du temps il s'agit d'un aiguillage, manœuvré soit à pied d'œuvre soit d'un poste d'aiguillages.

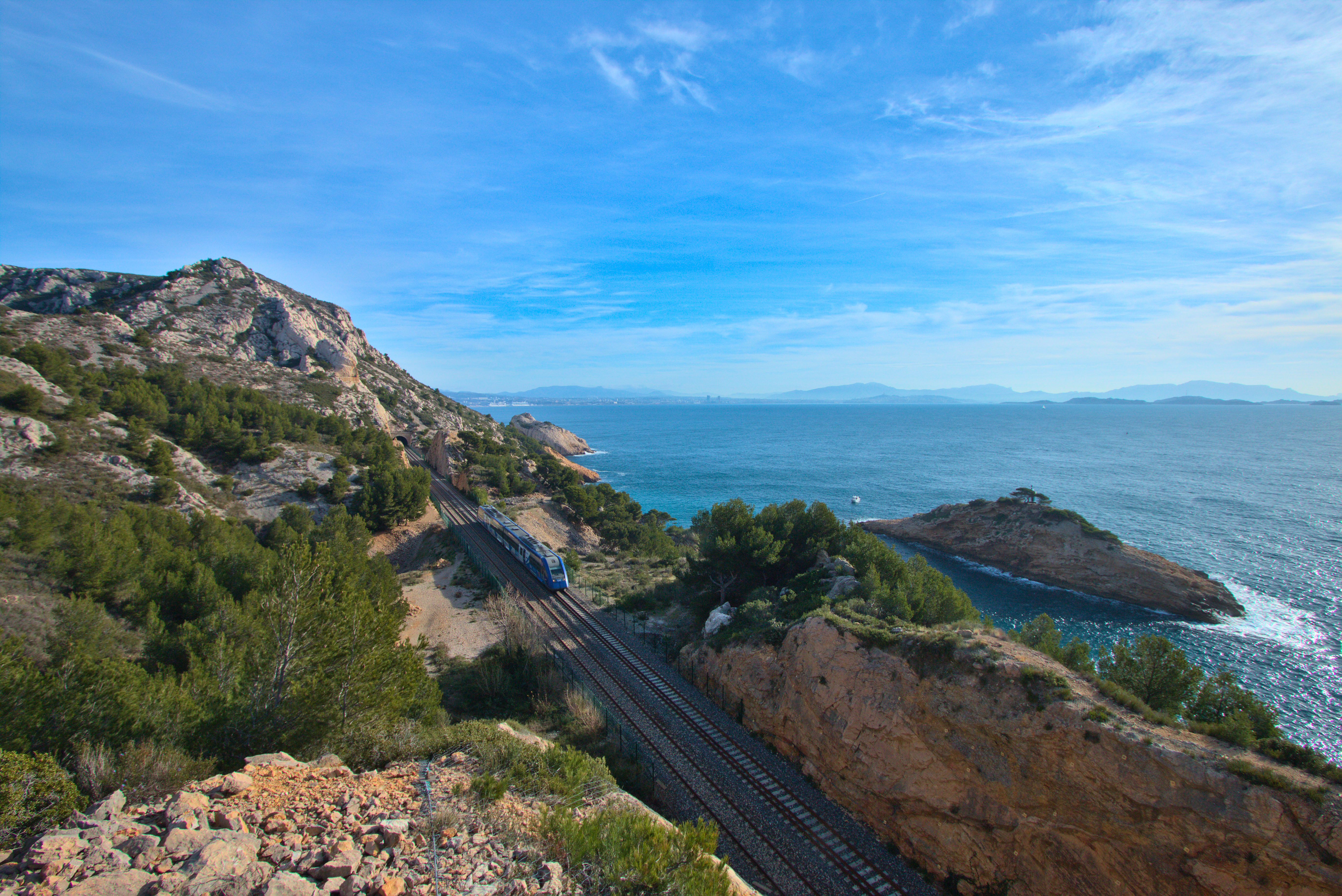
Voie ferrée dite classique non électrifiée en France, à l'ouest de Marseille (ligne de Miramas à l'Estaque).

Le matériel ferroviaire, du fait de sa technique de roulement, ne peut pas monter ou descendre de pente trop importante, ni effectuer de courbe trop prononcée. Pour s'adapter au terrain, la construction des lignes de chemin de fer a nécessité l'établissement d'ouvrages d'art : ponts, viaducs et tunnels. La voie peut aussi croiser la route à un passage à niveau.
La distance entre les deux rails de roulement (cas le plus fréquent) est appelée écartement. Elle est mesurée entre les faces internes du rail. L'écartement le plus communément répandu est celui de la voie normale : 1,435 m (standard UIC). Au-delà, on parle de voie large, en dessous il s'agit de voie étroite.
Certains trains sont mus par de l'électricité et nécessitent des infrastructures spécifiques dès lors qu'ils ne fournissent pas eux-mêmes leur énergie. Dans la majorité des cas, cette alimentation en énergie se fait par une caténaire suspendue au-dessus des voies, le train venant capter le courant grâce à un pantographe ou une perche. Les métros et certains pays (Angleterre) utilisent un troisième rail latéral: le captage est alors assuré par des patins. D'autres systèmes utilisent un troisième rail central, par exemple le nouveau tramway de Bordeaux.
Dès lors que deux trains peuvent circuler en même temps sur une ligne commune, il est nécessaire d'établir des règles de circulation afin de garantir la sécurité. Comme sur route, une signalisation a été mise en place ainsi que des systèmes de prévention des risques ferroviaires. Un de ces systèmes est le cantonnement (ou block-système), qui interdit à un train d'entrer sur une section de ligne où se trouve déjà un autre train.

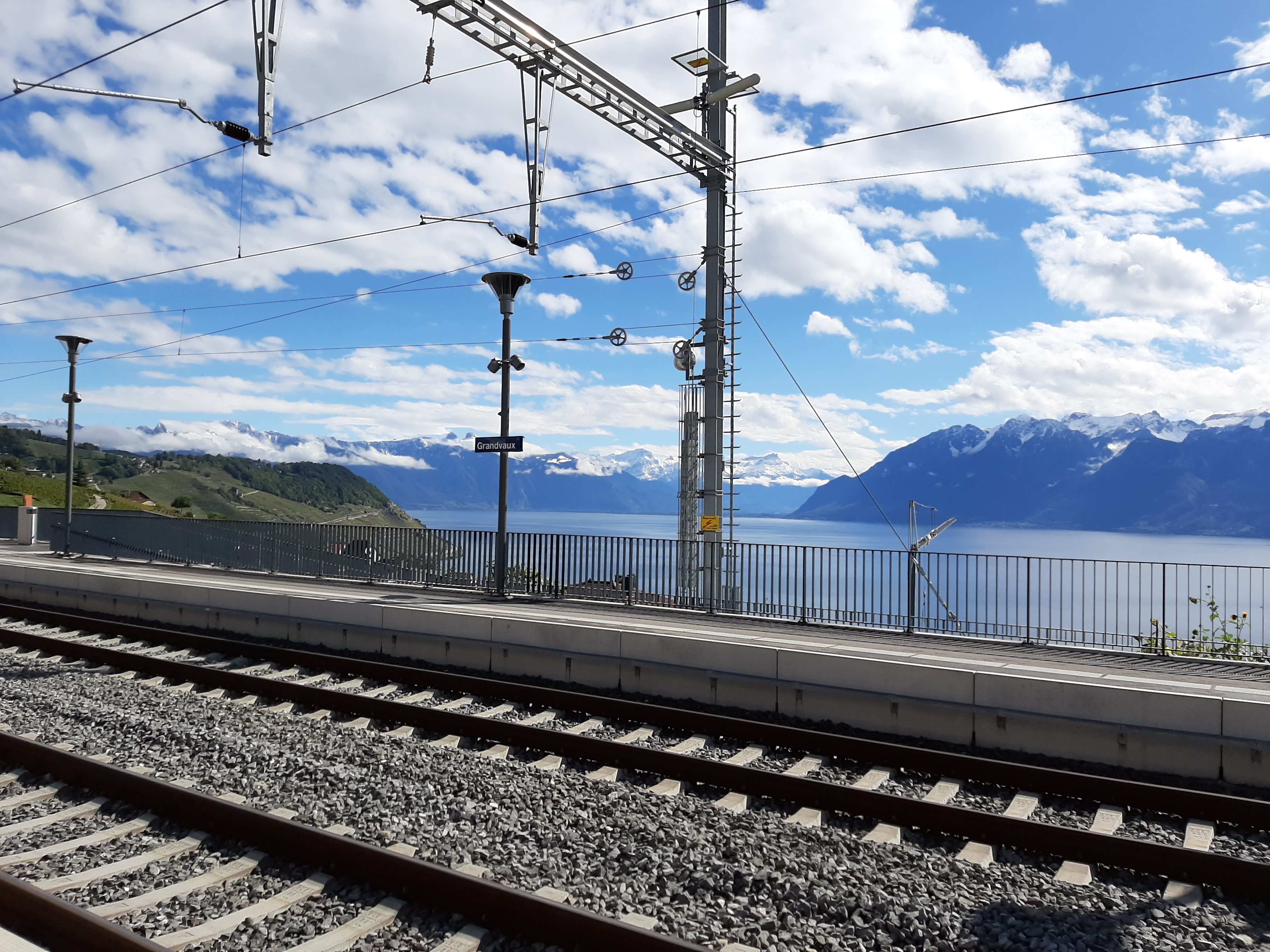
La gare de Grandvaux en Suisse, sur la ligne de Lausanne à Berne.

Comme tout transport en commun, les trains ne s'arrêtent pas n'importe où. Les voyageurs prennent le train dans une gare pour descendre dans une autre, parfois après avoir eu à effectuer des correspondances.
Les marchandises sont chargées sur des wagons dans une gare de fret ou sur un embranchement particulier. Elles changent de direction dans des triages. Les conteneurs sont chargés et déchargés à un terminal de transport combiné.
Les infrastructures ferroviaires nécessitent un entretien constant. Il s'agit d'opérations diversifiées, dont la nature dépend de la nature de la voie elle-même et des conditions dans lesquelles elle se trouve implantée : déneigement, Renouvellement Voie Ballast, inspection des ouvrages d'art, désherbage, etc.

### Matériel roulant
Les véhicules ferroviaires sont appelés trains. Depuis la seconde moitié du XXe siècle, on a vu apparaître l'expression train à grande vitesse pour qualifier les matériels dépassant les 250 km/h.
Les trains que l'on rencontre ont plusieurs structures. La première, la plus classique, est celle d'un convoi composé d'une (ou plusieurs) locomotive(s), de voitures dans le cas de trains de voyageurs ou bien de wagons. Dans le cas où la locomotive peut pousser la rame au lieu de la tirer, on dispose de voitures pilotes, dotées d'une cabine de conduite. En Belgique, des voitures pilote M7 motorisées sont en cours d'homologation.
Les locomotives peuvent être de plusieurs types, selon leur source d'énergie. Anciennement, on trouvait des locomotives à vapeur, brûlant du charbon ou du mazout. Actuellement, on trouve surtout des locomotives diesel, mues par un moteur thermique, ainsi que des locomotives électriques, alimentées par caténaire ou troisième rail.
Le second cas de figure est celui de convois indéformables comprenant à la fois éléments de traction et compartiments voyageurs appelés rames automotrices. Il existe en Allemagne des rames automotrices destinées aux marchandises. Une rame automotrice à traction diesel est appelée automoteur ou autorail, à l'exception notable des turbotrains.
Pour les manœuvres ou la traction de trains légers, on a recours à des locotracteurs, électriques ou diesel. Alors qu'en France, on ne trouvera que des diesel, la Suisse dispose d'une majorité d'engins électriques.
Les services de l'entretien des voies utilisent des draisines, de petits véhicules capables de déplacer une équipe sur son chantier. On trouvera également à l'entretien des voies une grande variété de matériels spécialisés : désherbeuses, raton-laveur, bourreuses, etc.

### Types de chemins de fer particuliers
Une grande variété de systèmes de transport dérivant du principe de base du chemin de fer existent. Les points communs entre ces systèmes sont le roulement fer sur fer et le guidage. Les variantes se situent au niveau de la structure et du mode d'exploitation.

#### En zone urbaine

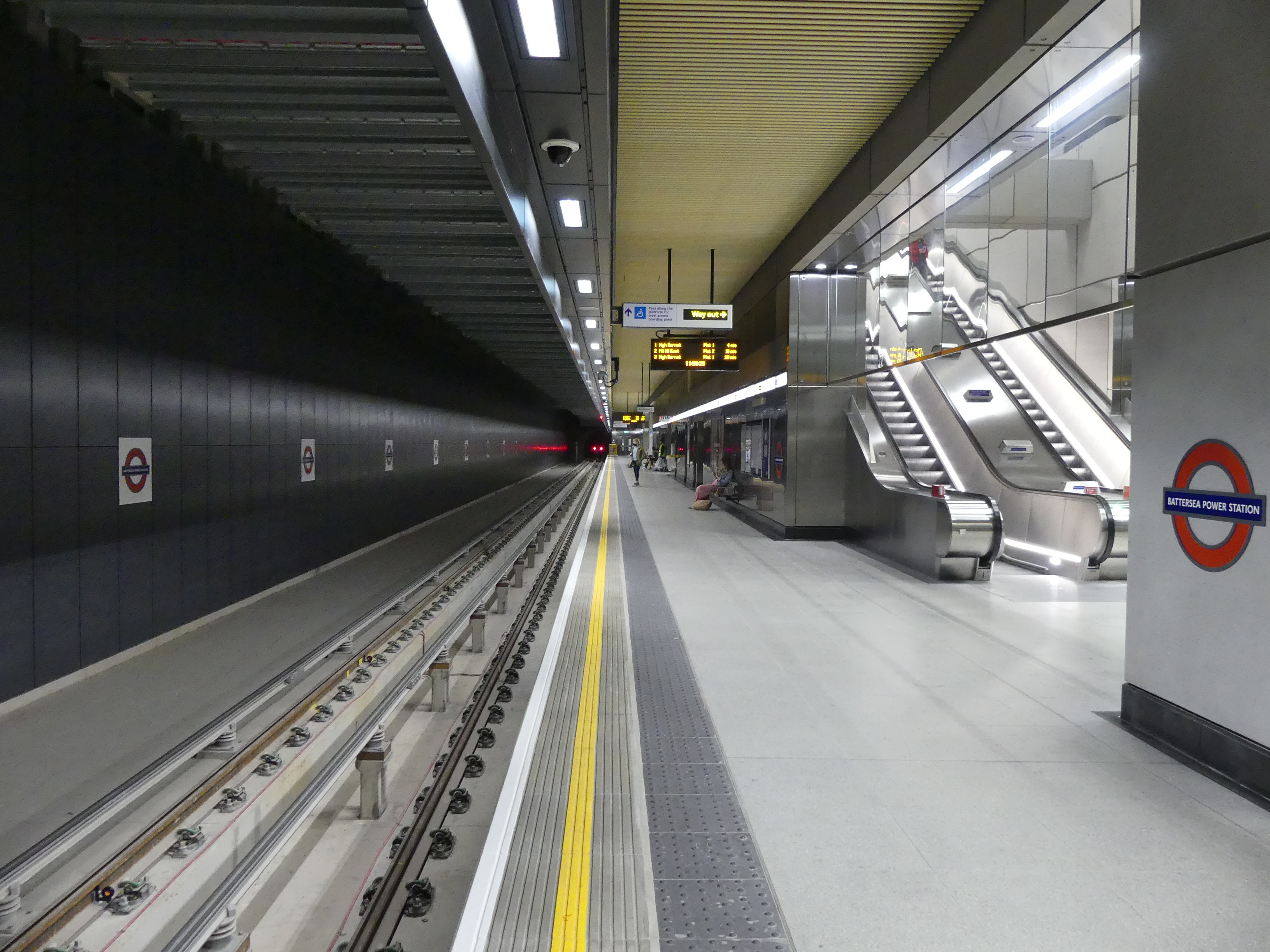
Le métro de Londres, le plus ancien au monde.

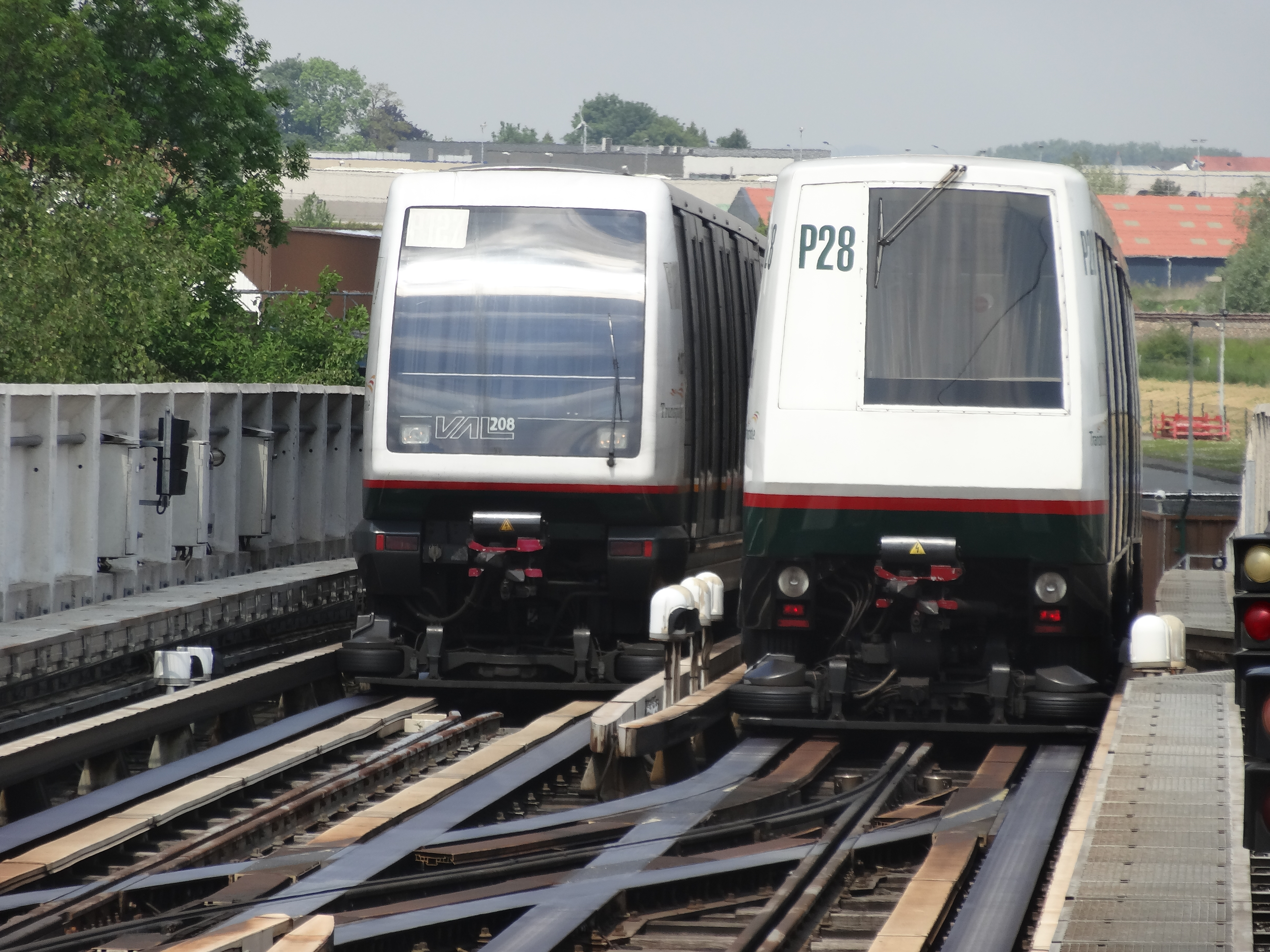
VAL : métro automatique léger de Lille, en France.

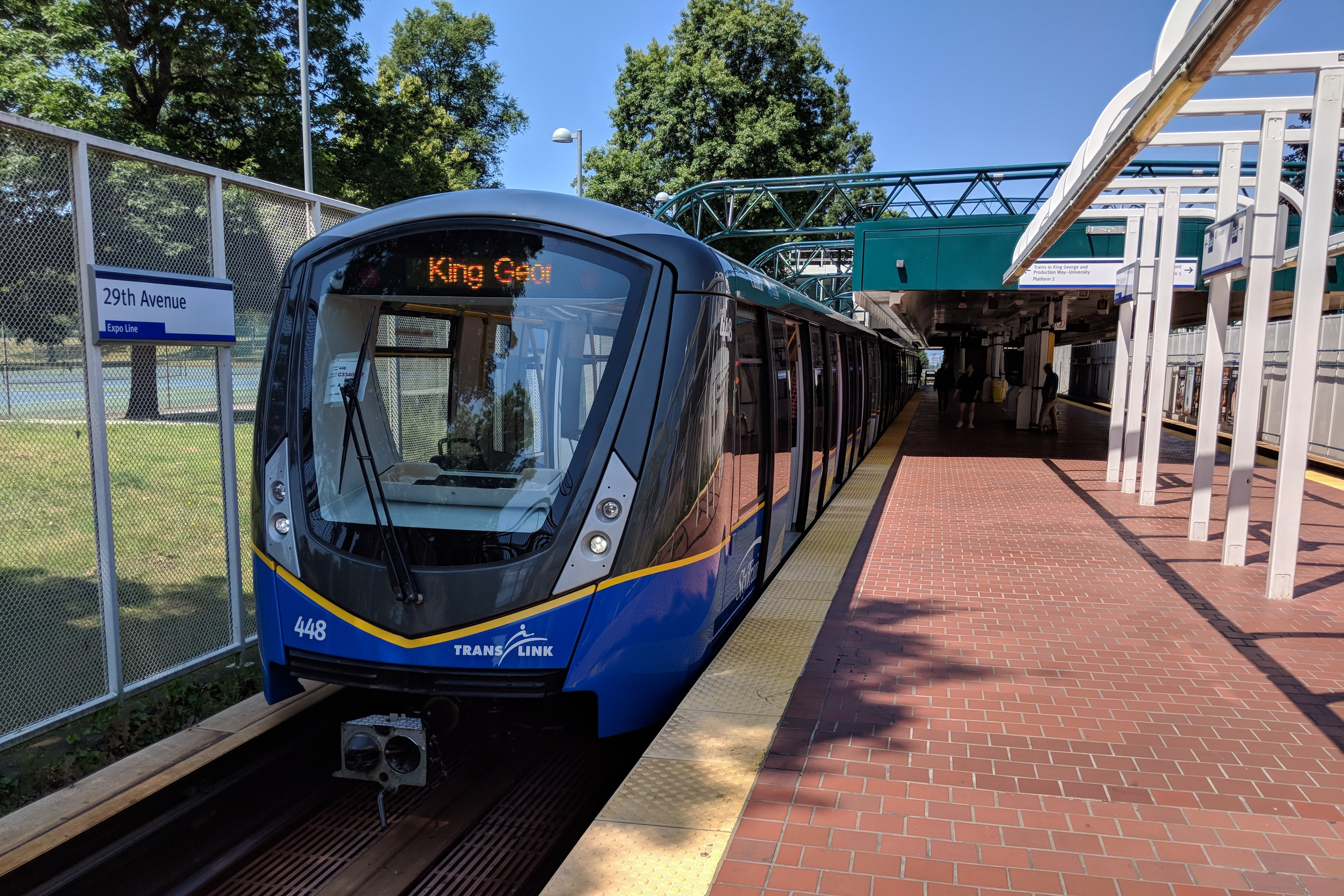
Skytrain : le SkyTrain de Vancouver, au Canada.

En zone urbaine, du fait de la multitude d'infrastructures et de la nécessité de transporter un nombre élevé de passagers, le recours à des métros, reposant soit sur des infrastructures souterraines ou aériennes pour limiter l'espace occupé constitue une solution privilégiée par les grandes agglomérations. Ailleurs, des systèmes moins lourds ont été utilisés : VAL ou Skytrain.
Pour la desserte d'une métropole entière, le système du réseau express régional peut être utilisé. Il s'agit de mettre en place des axes permettant de transporter d'importantes quantités de voyageurs, souvent entre banlieue et centre urbain.
Le tramway permet une desserte plus fine (des arrêts plus rapprochés) en s'insérant dans le tissu urbain. Cependant, sa capacité par ligne est bien moins élevée que celle des métros. Néanmoins, son coût nettement moins élevé permet, pour un même budget, de multiplier les lignes et donc les lieux desservis et ainsi de ne pas concentrer artificiellement les flux de voyageurs.

#### Techniques particulières
Par son principe de fonctionnement, un train ne peut pas gravir d'importantes déclivités. Pour compenser cela, les ingénieurs ont eu l'idée de placer un troisième axe sur lequel le convoi vient prendre appui. Il s'agit du chemin de fer à crémaillère.
Si les déclivités sont encore plus importantes, on a recours au funiculaire. La traction est alors assurée par un câble. Dans certaines villes (San Francisco par exemple), il existe des tramways à traction par câble qui permet de concentrer le moteur de traction en un seul point.
Le téléphérique peut être considéré comme un « funiculaire suspendu », dont la voie est constituée par un ou plusieurs câbles porteurs fixes. Cette installation ferroviaire à part entière était d'ailleurs appelée « funiculaire aérien » à ses débuts. Le dictionnaire Flammarion de 1982 définit le téléphérique comme un « type de chemin de fer dont les véhicules circulent sur des câbles aériens faisant office de rails ».
La Télécabine sur voie, « système SK (transport) » ou l'ancien système Poma 2000 de Laon : Ces systèmes légers sont constitués de cabines guidées, tractées par un ou plusieurs câbles.
Pour limiter l'espace occupé, certains ont pensé à des monorails. Ce système est relativement peu utilisé pour le transport de voyageurs mais commun dans l'industrie dans sa version portante (rail au plafond).
Une des pistes d'évolution du chemin de fer est le train à sustentation magnétique. Les essais de ce système sont prometteurs[réf. nécessaire].
À l'inverse, d'autres expérimentations portent (ou ont porté) sur des trains gravitationnels, mus par la pesanteur, à la manière des trains de parc d'attractions qui, une fois lancés, avancent grâce à leur propre inertie.

### Maintenance ferroviaires et infrastructures
La maintenance des trains requiert un grand nombre d’équipements ainsi que des centres de dépôt et de maintenance ferroviaire, qui requièrent eux-mêmes d’être entretenus. Parmi ces équipements, l’on peut citer :
- Machines à laver pour le nettoyage extérieur,
- Aspirateurs pour le nettoyage intérieur,
- Eau, électricité, et système de nettoyage des toilettes,
- Écoulement des eaux et gestion des eaux usées,
- Entrepôts dédiés à l’inspection du matériel roulant,
- Appareils de levage,
- Ateliers de maintenance (fraiseuse, perceuse, machine à outil coupant),
- Ateliers d’essai électronique et pneumatique,
- Matériel de traction et équipement de signalisation. Économie du transport ferroviaire

Les entreprises ferroviaires réalisent généralement deux types d’opérations de maintenance : des opérations planifiées afin de réparer les principaux systèmes, et des interventions mineures non planifiées sur du matériel endommagé (réparation de portes ou de vitres). Ces deux approches présentent cependant deux inconvénients majeurs : dans le premier cas, un risque avéré de réparation trop précoce des pièces, et dans le second cas, de fortes probabilités de retard des trains, provoquant le mécontentement des utilisateurs.

## Gestion des réseaux ferroviaires

### Caractéristiques générales
- Transport collectif : le chemin de fer est par définition un transport collectif, dont l'exploitation et les horaires ont été dès l'origine très réglementés par l'État, pour lequel s'est imposé très vite la notion de service public. D'autre part l'influence sur l'urbanisme est important car c'est un facteur essentiel de l'aménagement du territoire.
- Monopole naturel : l'importance des investissements nécessaires pour construire le réseau ferroviaire et plus encore les lignes à grande vitesse fait de celui-ci un monopole naturel et lui donne une importance militaire stratégique.
- Transport intégré : les liens très étroits imposés par la technique entre la voie et le matériel roulant ont conduit dans la très grande majorité des cas à des entreprises ferroviaires intégrées, c'est-à-dire maîtrisant simultanément la gestion du réseau et l'exploitation des trains. La politique de libéralisation en cours dans l'Union européenne vise à ouvrir la concurrence entre les exploitants en confiant le réseau à des gestionnaires indépendants de ceux-ci. Il faut aussi assurer l'interopérabilité des réseaux.
- Écoconception / Déconstruction : À partir des années 1990/2000, du début à la fin de la filière en passant par le traitement des ballasts ou traverses traitées à la créosote, des préoccupations environnementales émergent dans le secteur industriel ferroviaire.

### Réseaux ferroviaires dans le monde
| Région                          | Longueur totale (km)                                | dont voie large (km) | dont voie normale (km) | dont voie étroite (km) |
| ------------------------------- | --------------------------------------------------- | -------------------- | ---------------------- | ---------------------- |
| Total dans le monde             | 1 115 000                                           | 257 500              | 671 500                | 186 000                |
| Europe sans la Russie           | 326 350                                             | 62 400               | 255 300                | 8 450                  |
| Union européenne seule          | 269 350                                             | 34 438               | 227 205                | 7 500                  |
| Amérique du Nord Mexique inclus | 293 050                                             |                      | 293 050                |                        |
| Asie sans la Russie             | 235 000                                             | 65 000               | 110 000                | 60 000                 |
| Russie                          | 87 157 plus 30 000 km de chemins de fer industriels | 86 200               | 957                    |                        |
| Amérique du Sud                 | 84 000                                              | 28 300               | 9 500                  | 46 200                 |
| Afrique                         | env. 80 000 dont 21 000 km en Afrique du Sud        |                      |                        | env. 60 000            |
| Australie                       | 54 652                                              | 5 434                | 34 110                 | 14 895                 |